# Герб Шепота (Вижницький район)
Герб Шепота — офіційний символ села Шепіт, Вижницького району Чернівецької області, затверджений 18 січня 2008 р. рішенням Шепітської сільської ради.
Автор — Андрій Гречило.

## Опис герба
У зеленому полі відділена хвилясто (S-подібно) золота основа, на вгині виходить золоте дерево, а на вигині стоїть така ж серна (козуля).

## Зміст
Для герба використано мотив із печатки громади з ХІХ ст., який підкреслював місцеві природні особливості. 